# Ushkovita
La ushkovita és un mineral de la classe dels fosfats, que pertany al grup de la laueïta. Va rebre el seu nom l'any 1983 per B. V. Chesnokov, V. A. Valisov, G. Y. Cherepivskaya i M. G. Gorskaya en honor de Sergei L'vovich Ushkov (1880-1951), naturalista rus que va estudiar la Reserva Natural d'Ilmen.

## Característiques
La ushkovita és un fosfat de fórmula química MgFe³⁺₂(PO₄)₂(OH)₂(H₂O)₆·2H₂O. Va ser aprovada com a espècie vàlida per l'Associació Mineralògica Internacional l'any 1982. Cristal·litza en el sistema triclínic. Es troba com a cristalls curts estriats en forma fulla, amb terminacions agudes. La seva duresa a l'escala de Mohs és 3,5. És un mineral isostructural amb la laueïta i la paravauxita.
egons la classificació de Nickel-Strunz, la ushkovita pertany a «08.DC: Fosfats, etc, només amb cations de mida mitjana, (OH, etc.):RO₄ = 1:1 i < 2:1» juntament amb els següents minerals: eucroïta, nissonita, legrandita, strashimirita, arthurita, earlshannonita, ojuelaïta, whitmoreïta, cobaltarthurita, bendadaïta, kunatita, kleemanita, bermanita, coralloïta, kovdorskita, ferristrunzita, ferrostrunzita, metavauxita, metavivianita, strunzita, beraunita, gordonita, laueïta, mangangordonita, paravauxita, pseudolaueïta, sigloïta, stewartita, ferrolaueïta, kastningita, maghrebita, nordgauïta, tinticita, vauxita, vantasselita, cacoxenita, gormanita, souzalita, kingita, wavel·lita, allanpringita, kribergita, mapimita, ogdensburgita, nevadaïta i cloncurryita.

## Formació i jaciments
Es troba en pegmatites de granit, on sol trobar-se associada a altres minerals com: beraunita, òxids de manganès, mitridatita i triplita. Va ser descoberta l'any 1982 a al llac Bol'shoi Tatkul', a la Reserva Natural d'Ilmen, óblast de Txeliàbinsk (Rússia).